# Геци, Иштван
Иштван Геци (венг. István Géczi; 16 марта 1944, Шайоэрёш — 10 сентября 2018) — венгерский футболист, играл на позиции вратаря за «Ференцварош» и национальную сборную Венгрии.

## Клубная карьера
Во взрослом футболе дебютировал в 1962 году выступлениями за команду клуба «Ференцварош», цвета которой и защищал на протяжении всей своей карьеры, которая длилась четырнадцать лет. Большинство времени, проведенного в составе «Ференцвароша», был основным голкипером команды. За время, проведенное в составе команды, провел 309 матчей в чемпионате Венгрии. В составе клуба стал пятикратным чемпионом страны и двукратным обладателем кубка Венгрии. Вместе с клубом стал обладателем Кубка Ярмарок 1965 года и финалистом этого турнира в 1968 году. В 1975 году Геци выступал в финале Кубка обладателей кубков, в котором венгерский клуб уступил киевскому «Динамо».

## Выступления за сборную
В 1964 году дебютировал в официальных матчах в составе национальной сборной Венгрии. В течение карьеры в национальной команде, которая длилась 11 лет, провел в форме главной команды страны 23 матча.
В составе сборной был участником чемпионата мира 1966 года в Англии и чемпионата Европы 1972 года в Бельгии. В 1972 году был участником Летних Олимпийских игр 1972 года, где с командой получил серебряные награды.

## После футбольной карьеры
После окончания футбольной карьеры работал школьным учителем. В 80-х годах XX века был депутатом парламента Венгрии.

## Достижения
«Ференцварош»
- Чемпион Венгрии (5): 1962/63, 1964, 1967, 1968, 1975/76
- Обладатель Кубка Венгрии (2): 1971/72, 1973/74
- Обладатель Кубка Ярмарок: 1965
- Финалист Кубка Кубков: 1975

Сборная Венгрии
- Серебряный олимпийский медалист: 1972